# Paradelphomyia (Oxyrhiza) ecalcarata
Paradelphomyia (Oxyrhiza) ecalcarata is een tweevleugelige uit de familie steltmuggen (Limoniidae). De soort komt voor in het Palearctisch gebied.